# レインズ郡 (テキサス州)
レインズ郡 (レインズぐん、Rains County) はアメリカ合衆国テキサス州に位置する郡である。2000年現在、ここの人口は9,139人である。ここの郡庁所在地はエモリーである。この郡はテキサス州議会議員、Emory Rains の名を取って命名された。

## 地理
アメリカ合衆国統計局によると、この郡は総面積670 km2 (259 mi2) である。このうち601 km2 (232 mi2) が陸地で69 km2 (27 mi2) が水地域である。総面積の10.36%は水地域となっている。

### 隣接する郡
- ホプキンス郡  (北)
- ウッド郡  (東)
- バンザント郡  (南西)
- ハント郡  (北西)

## 人口動勢
2000年現在の国勢調査で、この郡は人口9,139人、3,617世帯、及び2,680家族が暮らしている。人口密度は15/km2 (39/mi2) である。8/km2 (20/mi2) の平均的な密度に4,523軒の住宅が建っている。この郡の人種的な構成は白人91.91%、アフリカン・アメリカン2.92%、先住民0.82%、アジア0.34%、太平洋諸島系0.04%、その他の人種2.55%、及び混血1.41%である。ここの人口の5.53%はヒスパニックまたはラテン系である。
この郡内の住民は23.80%が18歳未満の未成年、18歳以上24歳以下が7.40%、25歳以上44歳以下が25.10%、45歳以上64歳以下が27.70%、及び65歳以上が16.10%にわたっている。中央値年齢は41歳である。女性100人ごとに対して男性は99.80人である。18歳以上の女性100人ごとに対して男性は96.40人である。
この郡内の世帯ごとの平均的な収入は33,712米ドルであり、家族ごとの平均的な収入は40,329米ドルである。男性は31,983米ドルに対して女性は21,594米ドルの平均的な収入がある。この郡の一人当たりの収入 (per capita income) は16,442米ドルである。人口の14.90%及び家族の11.40%は貧困線以下である。全人口のうち18歳未満の17.50%及び65歳以上の14.10%は貧困線以下の生活を送っている。

## 都市及び町
- アルバ
- East Tawakoni
- エモリー
- ポイント